# Retvizan
Le Retvizan (en russe : Ретвизан), est un cuirassé pré-Dreadnought construit pour la Marine impériale de Russie. Sous pavillon russe, il prit part à la guerre russo-japonaise (1904-1905). Sous pavillon japonais, le Hizen participe à la Première Guerre mondiale. 
Ce cuirassé est unique, dans le sens où ses composants et sa construction sont réalisés aux États-Unis pour la Marine impériale russe. Une grande partie de son blindage est usiné par la Bethlehem Steel Corporation. Il est construit au chantier naval William Cramp & fils à Philadelphie. L'armement est conçu par Obukhov et transporté en Amérique afin de procéder à son installation sur le Retvizan. Ce cuirassé a deux prédécesseurs, deux navires à voiles portant le même nom. Le Retvizan construit en 1899 est le dernier navire russe à porter ce nom. Nombre d'historiens[Lesquels ?] de la Marine considèrent le Retvizan comme l'un des meilleurs navires de guerre russes présent lors du conflit russo-japonais.

## Historique
Le Retvizan doit son nom à un cuirassé à voiles suédois, le Rättvisa (le « Justice ») capturé par les Russes lors de la bataille de la baie de Vyborg le 4 juillet 1790. 

### Carrière dans la Marine impériale de Russie
Commandé le 2 mai 1898, la construction du Retvizan débute le 29 juillet 1899. Son lancement a lieu le 13 octobre 1900, sa mise en service le 23 mars 1902. Avant sa livraison à la Marine impériale russe, le cuirassé effectue ses essais aux États-Unis. Il quitte le port de Philadelphie en mars 1902. Son voyage sur l'océan Atlantique dure quatorze jours. Il jette l'ancre dans le port de Cherbourg afin de reconstituer son stock de charbon. Le 27 mai 1902, il accoste dans le port de Kronstadt puis poursuit sa route. Le 1er juin 1902, à 11 h 15, lors d'une tentative de développement d'un cycle complet des chaudières, des tuyaux éclatent provoquant la mort de trois personnes. La commission de l'Amirauté mène une enquête sur l'accident et conclut que la construction des chaudières ne pouvait exclure qu'un tel accident ne se reproduise dans l'avenir. Le 3 juin 1902, les marins sont inhumés dans le cimetière de Paldiski. Le 5 juin 1902, le Retvizan reprend la mer, il accoste dans le port de Kronstadt. Le cuirassé jette l'ancre à Tallinn en mer Baltique en juin 1902. À l'occasion de la venue en Russie du kaiser Guillaume II d'Allemagne, le 24 août 1902, le Retvizan participe à une revue navale. Le Revitzan n'appartient à aucune classe de navire. Conçu pour servir dans la flotte du Pacifique, il accoste à Port-Arthur (aujourd'hui Lüshunkou en Chine) le 4 mai 1903.

### Construction
Le Retvizan est construit selon les caractéristiques de la Russie, de la Grande-Bretagne mais également selon celles de la marine américaine. Le cuirassé a une certaine ressemblance avec le Peresvet et le croiseur blindé américain USS New York (ACR-2). Il est l'un des fleurons de la Marine impériale russe. Il sert de modèle pour la construction de bâtiments de guerre américains. Le Retvizan est conçu afin d'être utilisé comme navire amiral, de sorte que le pont arrière contient une vaste salle de l'amirauté et des cabines destinées aux officiers de l'état-major.
Le Retvizan et le Varyag sont les premiers navires de la Marine impériale russe dotés d'un téléphone interne et d'un équipement de radiophonie. Les membres d'équipage ne sont pas oubliés, les marins peuvent bénéficier de douches. Une boulangerie est également construite à l'intérieur de ces bâtiments de guerre. Le cuirassé est doté de deux infirmeries bien équipées.
En raison de tensions dans les relations entre la Russie et le Japon, le Retvizan, le Pobeda, les croiseurs Bogatyr, Diana et Pallada sont préparés en hâte afin de rejoindre la flotte d'Extrême-Orient. Le 21 septembre 1902, le contre-amiral Ewald von Stackelberg (1847-1909) hisse son pavillon sur le Retvizan. Le 2 octobre 1902, le cuirassé est transféré à Libava. Le 31 octobre 1902, à la tête d'un escadron se composant de 2 cuirassés, 6 croiseurs, 8 destroyers, le contre-amiral quitte le port de Libava (aujourd'hui Liepāja) pour prendre la route de l'océan Pacifique.
Au cours de ses six mois de voyage, le Retvizan accoste dans les ports de Kiel, Portland, Vigo, Alger, Le Pirée, Port-Saïd, Aden, Columbo, Singapour et Nagasaki. Le 21 avril 1903, le cuirassé jette l'ancre à Port-Arthur.
Le lendemain, sous le commandement du vice-amiral Oskar Viktorovitch Stark, le Retvizan prend part à des manœuvres dans la baie de Dalian. Ces dernières se déroulent sous le contrôle du ministre de la Guerre Alexeï Nicolaïevitch Kouropatkine.
En 1903, l'escadron est transféré à Vladivostok où tous les cuirassés sont mis à quai. Malgré la présence du navire amiral Petropavlovsk, le contre-amiral Ewald Antonovitch Stakelberg conserve son pavillon sur le Retvizan. À son retour à Port-Arthur, comme tous les navires de combat russes, le cuirassé est repeint de la couleur gris-vert.
En septembre 1903, le Revitzan fait de nouveau des manœuvres dans la baie de Dalian. Fin octobre, il est placé dans une escadre de réserve. En raison des tensions diplomatiques entre le Japon et la Russie, il est remis en service actif le 31 janvier 1904.

### Guerre russo-japonaise

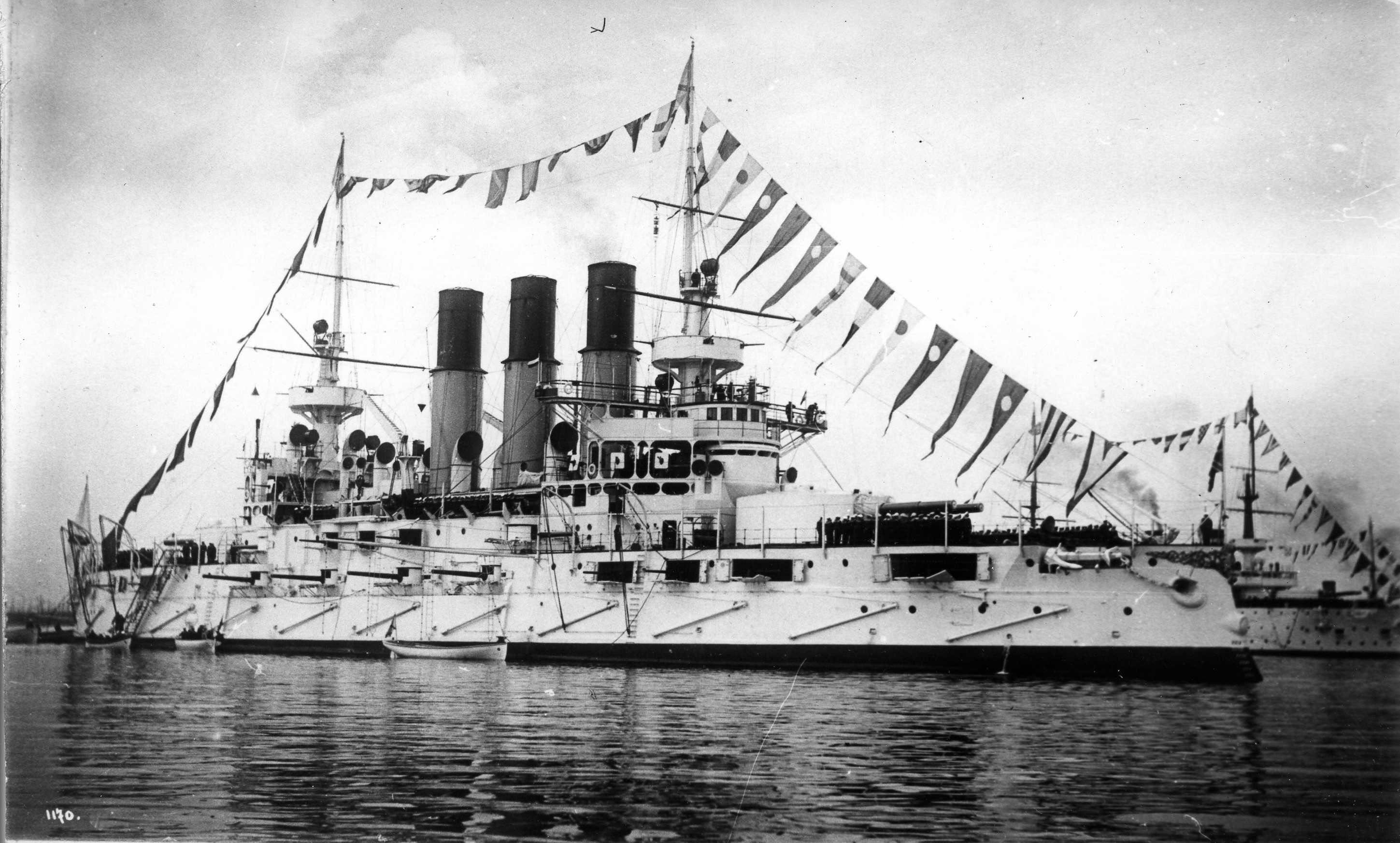
Le Retwizan vu de côté

Le 3 février 1904, sur ordre du gouverneur de Port-Arthur, l'amiral Evgueni Ivanovitch Alexeev, l'escadron prend la mer. Le 4 février 1904, très tôt, l'escadron jette l'ancre près de la péninsule du Shandong puis, sur l'ordre du gouverneur, les navires rentrent à Port-Arthur. À 5 h du matin, le 5 février 1904, les bâtiments de guerre russes s'ancrent dans la baie de Port-Arthur.
Le cap pris par l'escadron russe pour une direction inconnue préoccupe le Japon. Dans la crainte d'un changement de leurs plans de guerre, les forces japonaises prennent la décision d'ouvrir immédiatement les hostilités. Le 5 février 1904, l'empire du Japon rompt ses relations diplomatiques avec la Russie. Le lendemain, l'amiral japonais Togo reçoit l'ordre d'ouvrir les hostilités contre la Russie.
En dépit de la rupture diplomatique, la Marine impériale russe n'avait pris aucune précaution élémentaire : les navires russes sont alignés en quatre rangées à l'extérieur de la rade de Port-Arthur. Dans la nuit du 8 février au 9 février 1904, les destroyers japonais tirent sur les navires russes. Malgré l'effet de surprise, l'attaque des forces japonaises est relativement faible. Seuls le Revitzan, le Tsarevitch et le croiseur Pallada sont atteints par les tirs ennemis. Le Retvizan est atteint par une torpille à bâbord, très certainement tirée par le Shirakumo. Plus de 2 200 tonnes d'eau pénètrent dans la coque du cuirassé, qui s'échoue sur un banc de sable à l'entrée de la rade de Port-Arthur. Onze personnes perdent la vie à bord. Le cuirassé ne prend aucune part à la bataille du lendemain. Pendant les réparations effectuées à bord du Retvizan (du 24 février au 26 mai 1904), celui-ci est utilisé comme une batterie flottante à l'entrée du port.
Port-Arthur n'était pas un port équipé pour réparer un cuirassé, de sorte que les réparations effectuées sur le Tsarevitch et le Revitzan sont un véritable défi. Les tentatives visant à assécher[Quoi ?] les compartiments demeurent vaines. La seule façon de réparer le navire est la construction d'un caisson de plongée en bois. Les réparations sont supervisées par l'amiral Stepan Makarov et l'architecte naval Nikolaï Nikolaïevitch Kouteïnikov.

### Bataille de la mer Jaune
Le 19 juin 1904, le gouverneur Evgueni Ivanovitch Alexeïev ordonne à l'escadron placé sous le commandement de l'amiral Wilgelm Karlovitch Vitgeft de sortir de Port-Arthur afin de rallier le port de Vladivostok. Le Retvizan prend place dans la seconde colonne immédiatement derrière le navire amiral Tsarevitch. Le cuirassé ne disposait plus à bord des deux canons de 152 mm, des six de 75 mm, ces derniers étant utilisés pour la défense de la forteresse. Sur les autres navires, le cas était semblable (par exemple le Pobeda ne possédait que trois canons de 152 mm).
Au large de Port-Arthur, la flotte russe rencontre les forces navales japonaises. Wilgelm Karlovitch Vitgeft prend la décision de rebrousser chemin. L'amiral explique les raisons de son geste : l'absence des navires et de leur artillerie affaiblissaient Port-Arthur. Sur le chemin du retour, les navires russes doivent faire face à une attaque des destroyers japonais. Le Retvizan tire un obus de 152 mm, deux de 75 mm et 36 de 47 mm. Aucune torpille n'atteint les bâtiments de guerre russes, mais le Sebastopol saute sur une mine. Dans l'attente de la fin des réparations du cuirassé, une nouvelle tentative de sortie est reportée.
Le 23 juillet 1904, le Retvizan, les croiseurs Bayan, Pallada, Novik et des canonnières sont ancrés dans la baie de Tahe. À 13 h 30, au sud-est, les croiseurs blindés Nissin et Kasuga, le croiseur Hasidate et plusieurs destroyers japonais s'approchent des bâtiments de guerre ancrés dans la baie. Vingt minutes plus tard, l'ennemi ouvre le feu sur le Retvizan. Les deux parties en présence, craignant un mouillage de mines, ne peuvent ajuster leurs tirs. En conséquence, les navires russes ne sont pas touchés. Concernant le Nissin, son antenne radio est coupée, son drapeau troué.
Après l'attaque du 23 juillet 1904, les navires russes ouvrent le feu sur les forces terrestres ennemies de l'arrière-port. Le 31 juillet 1904, les Japonais commencent le bombardement du port. Le 9 août 1904, deux bateaux déposent sur le Retvizan deux canons de 152 mm et quatre canons de 75 mm. Ces derniers sont immédiatement installés sur le cuirassé. Le Retvizan est atteint par sept tirs directs d'obus de 120 mm, un de ces tirs perfore la coque sous la ceinture. Plus de 400 tonnes d'eau envahissent le navire. En outre, une cheminée et un canon de 75 mm sont également endommagés par les tirs ennemis. Au cours de cette nouvelle attaque, le vice-amiral et commandant du Retvizan Edward Nikolaïevitch Tchensnovitch (1852-1910) est blessé à la tête par des éclats d'obus, quinze marins sont également blessés.
Dès la cessation des combats, les marins procèdent à l'obturation des brèches.
Le 10 août 1904, très tôt dans la matinée, le Retvizan quitte la rade intérieure de Port-Arthur. Avec son escadron, il tente de percer le blocus afin de rallier Vladivostok. Le croiseur Baïan très endommagé, ne figure pas dans l'escadron (il avait sauté sur une mine le 23 juillet).
À 8 h 30, le matin, le Retvizan prend la mer. De nouveau, le cuirassé prend place dans la seconde ligne dans le sillage du navire amiral le Tsarevitch. La présence de brèches dans la coque empêchent le Retvizan de dépasser les 13 nœuds (24 km/h). En outre, le cuirassé est privé de deux canons de 152 mm, trois de 75 mm, deux de 47 mm, six de 37 mm et de quatre mitrailleuses. Un des tubes lance-torpilles est alors inutilisable.
La bataille de la mer Jaune débute à 12 h 15. Une distance de 14,8 km sépare les deux flottes. Le Nissin ouvre le feu le premier, les cuirassés Perevest et Pobeda lui répondent. Le Retvizan concentre ses tirs sur le navire amiral Mikasa. À 13 h le combat cesse.
Au cours de cette première phase de la bataille, le Retvizan tire 42 obus de 305 mm et 82 de 152 mm. Il est atteint par douze tirs, dont un à tribord avant proche de la ligne de flottaison. Les autres tirs ne provoquent que des dégâts mineurs.
À 13 h 50, les combats reprennent mais, en raison de la trop grande distance séparant les bâtiments de guerre, les tirs cessent rapidement. La seconde phase de la bataille débute seulement à 16 h 30. À 17 h, un obus touche la tourelle avant du Retvizan. Durement touchée, elle reste coincée. Vers 17 h 30, deux projectiles de 305 mm touchent le Tsarevitch, tuant l'amiral Wilgelm Karlovitch Vitgeft et blessant de nombreux marins. Afin de ne pas démoraliser l'escadre russe, la nouvelle du décès de l'amiral n'est pas divulguée, le captaine 1er rang N.M. Ivanov prend le commandement de l'escadre. Ce dernier tente de réunir l'escadre afin de mener une bataille décisive contre l'ennemi, mais échoue dans son entreprise. À bord du Revitzan, l'équipage n'est pas renseigné sur la situation à bord du Tsarevitch, le cuirassé poursuit sa route dans le sillage du navire amiral. Le Pobeda arrive à son point tournant, le Tsarevitch vire à 180° et reprend sa place dans sa propre ligne. En l'absence de signal, les bâtiments de guerre russes ignorent que le Tsarevitch est hors de contrôle mais également sans commandement.
Au moment où un officier est désigné pour prendre en charge le commandement sur le Tsarevitch, la plupart des navires suivent le virage à 180° effectué par le Tsarevitch et le Retvizan. L'ensemble de l'escadron est en plein désarroi. Les navires russes renoncent à rallier le port de Vladivostok, ils retournent à Port-Arthur. Deux heures plus tard, la flotte impériale russe se trouve en sécurité dans le port. Au cours de cette bataille, le Retvizan est atteint par 18 obus. À bord du cuirassé, on dénombre 6 morts et 43 blessés.

### Siège de Port-Arthur

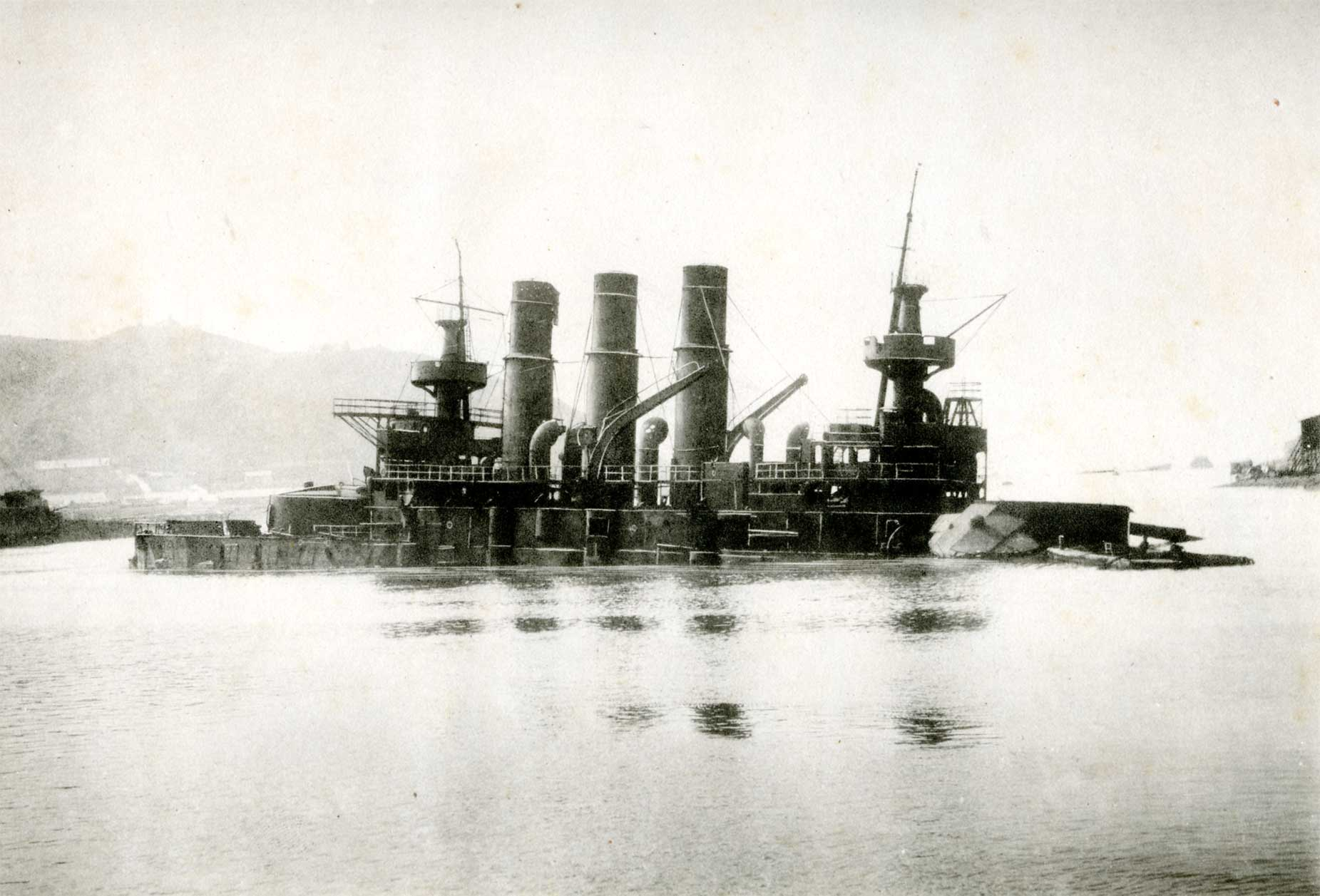
Le cuirassé Retwizan après la capitulation de Port-Artur

Le siège de Port-Arthur débute le 7 août 1904. Du 17 août au 5 septembre 1904, le Retvizan ouvre le feu quatorze fois en direction de la terre. Les tirs ennemis provoquent quelques dommages sur le cuirassé. Le 2 octobre 1904, les Japonais bombardent le port avec des obus de 280 mm. À bord du Revitzan, aucun dégât majeur n'est relevé. Dans le même temps, le contre-amiral Robert Nikolaïevitch Viren est désigné commandant de l'escadron.
Le 5 décembre 1904, les Japonais s'emparent de la montagne, cette prise permet une plus grande précision de leurs tirs d'est en ouest. Ce même jour, le Retvizan, bloqué dans le bassin ouest de Port-Arthur, est touché par huit projectiles de 280 mm. D'importants dégâts sont constatés à bord, deux personnes sont blessées dont le contre-amiral Robert Nikolaïevitch Viren.
Le 6 décembre 1904, le Retvizan est de nouveau atteint par 14 obus de 280 mm et six de 150 mm. À bord, on déplore un mort et six blessés.
Dans la nuit du 6 décembre au 7 décembre 1904, le Retvizan est de nouveau la cible des Japonais : atteint par des obus de 152 mm, 75 mm et 47 mm, c'est le coup de grâce pour le cuirassé. Le vice-amiral Edward Nikolaïevitch Tchensnovitch ordonne à l'équipage de quitter le navire. Le 3 janvier 1905, les forces navales russes font sauter les deux tourelles du Retvizan.

### Carrière dans la Marine impériale du Japon
Les Japonais renflouent le Retvizan le 22 septembre 1905. Les premiers travaux sur le cuirassé sont effectués à Port-Arthur. Remorqué, il est ancré à Sasebo. De nouvelles réparations sont entreprises sur le cuirassé, celles-ci sont achevées en novembre 1908. Il devient le Hizen (il doit son nom à une province de la préfecture de Kagoshima).
Selon certaines sources, après réparations des machines, le Hizen développe une puissance de 16 120 chevaux, se déplaçant à la vitesse de 18,8 nœuds (35 km/h). Selon toute probabilité, les chaudières Nikloss sont remplacées par le système japonais Miyabara. Les canons de petits calibres sont remplacés par 14 canons de 76 mm et quatre de 47 mm. Défectueux, les tubes lance-torpilles sont retirés. L'apparence du Hizen est différente du Retvizan. De nouveaux gréements sont installés, les ponts et les cheminées sont modifiés.
À la fin de l'année 1908, le Hizen est affecté dans la Marine impériale du Japon comme cuirassé de guerre de classe 1.

#### Première Guerre mondiale

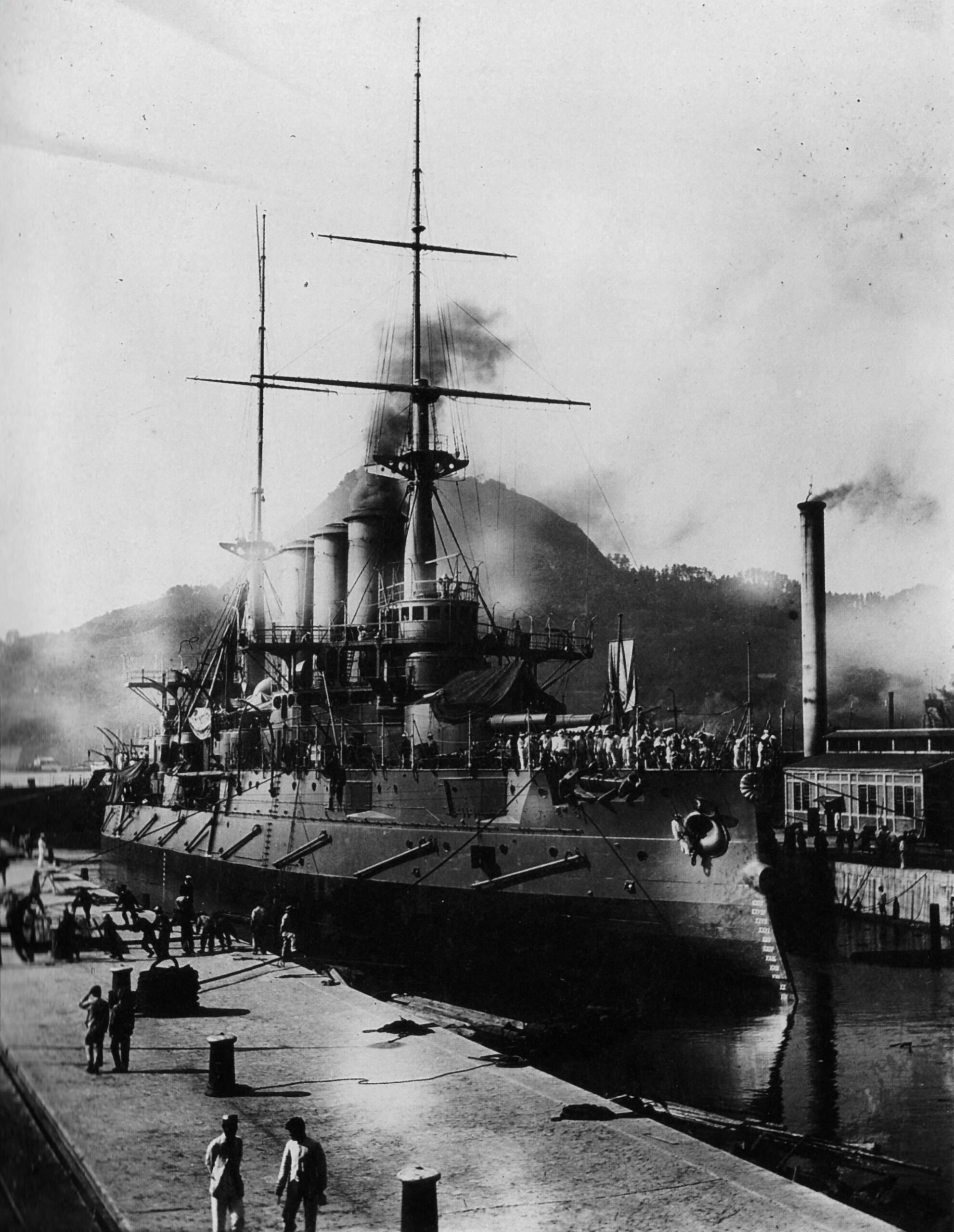
Le Hizen à l'amarrage à Sasebo

Au début de la Première Guerre mondiale, le Hizen participe à la poursuite de l'escadre du vice-amiral Maximilian von Spee en septembre 1914, accompagné des croiseurs blindés Azama et Idzumi. Le cuirassé est envoyé en mission dans la partie centrale du Pacifique. En octobre 1914, il est mis à quai dans un port japonais.
Au début de 1918, le Hizen, accompagné de bâtiments de guerre alliés, se rend à Vladivostok. Il prend part à l'intervention du Japon dans la guerre civile russe.
En septembre 1921, le Hizen est reclassé dans la défense côtière. À la suite du traité de Washington signé le 6 février 1922, le Hizen est désarmé le 20 septembre 1923. Transformé en navire cible, il est coulé le 12 juillet 1924 dans le détroit de Bongo.

## Commandant duRetvizan
- Prince et contre-amiral Pavel Oukhtomsky

## Sources
- S.A. Balakine : Escadron de guerre « Retvizan » (Collection Yauza, Eksmo, 2005)  (ISBN 5-699-12917-0)
- E.N. : Schensnovich,  Le « Retvizan » cuirassé d'escadre
- Almanac (La Citadelle, Galea éditeur, 1999)  (ISBN 5-8172-0012-0)
- S. McLaughlin : Le « Retvizan », un Américain dans la bataille pour le Tsar, 2000, (navire de guerre en 2000-2001, Conways maritime presse)
- Bethlehem Steel Company, 1904 Catalogue de pièces de matériel, (Bethlehem, Pa.: La Société, 1904)